# Nathan Collins
Nathan Collins (Leixlip, República de Irlanda, 30 de abril de 2001) es un futbolista irlandés que juega de defensa en el Brentford F. C. de la Premier League de Inglaterra.

## Trayectoria
Empezó su carrera en el Stoke City F. C., debutando con el primer equipo en abril de 2019. En junio firmó un nuevo contrato de cinco años y a principios de la temporada 2019-20 se convirtió en el jugador más joven en la historia del club en llevar el brazalete de capitán.
El 24 de junio de 2021 fue traspasado al Burnley F. C. Con el descenso del equipo a la EFL Championship en su primer año, en julio de 2022 se marchó al Wolverhampton Wanderers F. C. Aquí también estuvo una temporada, en la que disputó 31 partidos, antes de ser fichado por el Brentford F. C. y firmar un contrato de seis años de duración.

## Selección nacional
El 12 de octubre de 2021 debutó con la selección de Irlanda en un amistoso que ganaron por cuatro a cero a Catar.

## Estadísticas

### Clubes
Actualizado al último partido disputado el 25 de mayo de 2025.
| Club                                     | Div.          | Temporada     | Liga  | Liga  | Copas nacionales | Copas nacionales | Copas internacionales | Copas internacionales | Total | Total |
| Club                                     | Div.          | Temporada     | Part. | Goles | Part.            | Goles            | Part.                 | Goles                 | Part. | Goles |
| ---------------------------------------- | ------------- | ------------- | ----- | ----- | ---------------- | ---------------- | --------------------- | --------------------- | ----- | ----- |
| Stoke City F. C. Inglaterra              | 2.ª           | 2018-19       | 3     | 0     | 0                | 0                | —                     | —                     | 3     | 0     |
| Stoke City F. C. Inglaterra              | 2.ª           | 2019-20       | 14    | 0     | 3                | 1                | —                     | —                     | 17    | 1     |
| Stoke City F. C. Inglaterra              | 2.ª           | 2020-21       | 22    | 2     | 5                | 0                | —                     | —                     | 27    | 2     |
| Stoke City F. C. Inglaterra              | Total club    | Total club    | 39    | 2     | 8                | 1                | 0                     | 0                     | 47    | 3     |
| Burnley F. C. Inglaterra                 | 1.ª           | 2021-22       | 19    | 2     | 3                | 0                | —                     | —                     | 22    | 2     |
| Burnley F. C. Inglaterra                 | Total club    | Total club    | 19    | 2     | 3                | 0                | 0                     | 0                     | 22    | 2     |
| Wolverhampton Wanderers F. C. Inglaterra | 1.ª           | 2022-23       | 26    | 0     | 5                | 0                | —                     | —                     | 31    | 0     |
| Wolverhampton Wanderers F. C. Inglaterra | Total club    | Total club    | 26    | 0     | 5                | 0                | 0                     | 0                     | 31    | 0     |
| Brentford F. C. Inglaterra               | 1.ª           | 2023-24       | 32    | 1     | 3                | 1                | —                     | —                     | 35    | 2     |
| Brentford F. C. Inglaterra               | 1.ª           | 2024-25       | 38    | 2     | 4                | 0                | —                     | —                     | 42    | 2     |
| Brentford F. C. Inglaterra               | Total club    | Total club    | 71    | 3     | 7                | 1                | 0                     | 0                     | 77    | 4     |
| Total carrera                            | Total carrera | Total carrera | 154   | 7     | 23               | 2                | 0                     | 0                     | 177   | 9     |